# Schrammesmühle
Schrammesmühle ist ein Wohnplatz des Marktes Marktrodach im Landkreis Kronach (Oberfranken, Bayern).

## Geographie
Die ehemalige Einöde liegt am Mühlbach. Sie ist mittlerweile in der Unterrodacher Ortsstraße Am Mühlbach aufgegangen. Diese mündet nördlich in die Ernst-Dreefs-Straße (= Bundesstraße 173). Im Osten befindet sich eine Photovoltaikanlage.

## Geschichte
Gegen Ende des 18. Jahrhunderts gehörte Schrammesmühle zur Realgemeinde Unterrodach. Das Hochgericht übte das Seniorat von Redwitz im begrenzten Umfang aus. Es hatte ggf. an das bambergische Centamt Kronach auszuliefern. Das bayreuthische Vogteiamt Seibelsdorf beanspruchte ebenfalls das Hochgericht. Das Rittergut Nagel-Oberlangenstadt war der Grundherr der Mahl- und Schneidmühle.
Mit dem Gemeindeedikt wurde Schrammesmühle dem 1808 gebildeten Steuerdistrikt Unterrodach und der 1818 gebildeten Ruralgemeinde Unterrodach zugewiesen. Am 1. Mai 1978 wurde die Gemeinde Marktrodach gebildet, in die die ehemalige Gemeinde Unterrodach eingegliedert wurde.

### Baudenkmäler
- Am Mühlbach 8: Schrammesmühle

- Am Mühlbach 10: Zweigeschossiger Satteldachbau, 18. Jahrhundert, Erdgeschoss aus Sandsteinquadern mit geohrten Rahmungen, Obergeschoss zweite Hälfte des 18./ erste Hälfte des 19. Jahrhunderts massiv ausgebaut, Nordostgiebel verschiefert. Stallteil verändert.[4] Das Haus listete Tilmann Breuer in dem Buch Landkreis Kronach von 1964 mit seiner ursprünglichen Hausnummer als Kunstdenkmal auf. Es wird in der Denkmalschutzliste nicht geführt, da es entweder nicht aufgenommen, abgebrochen oder stark verändert wurde.

### Einwohnerentwicklung
| Jahr      | 001818 | 001861 | 001871 | 001885 | 001900 | 001925 | 001950 | 001961 |
| Einwohner |        | 12     | 28     | 24     | 20     | 7      | *      | *      |
| Häuser    | 1      |        |        | 4      | 2      | 1      | *      | *      |
| Quelle    | [ 3 ]  | [ 6 ]  | [ 7 ]  | [ 8 ]  | [ 9 ]  | [ 10 ] | [ 11 ] | [ 12 ] |

## Religion
Der Ort ist evangelisch-lutherisch geprägt und war ursprünglich nach St. Andreas (Seibelsdorf) gepfarrt. Seit der Gründung der Pfarrei St. Michael (Unterrodach) am 31. März 1804 sind die Lutheraner dorthin gepfarrt.

## Weblink
- Schrammesmühle in der Ortsdatenbank des bavarikon, abgerufen am 20. August 2021.